# Wilhelm Nagl

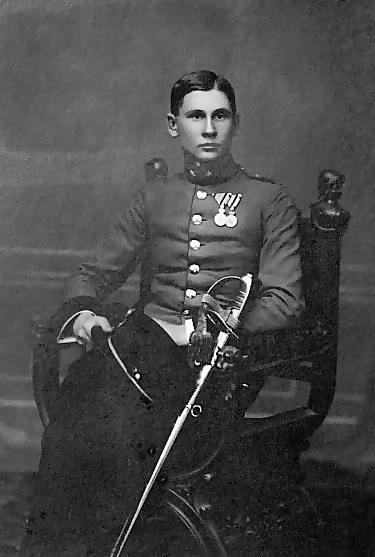
Aufnahme wahrscheinlich aus 1915

Wilhelm Nagl (* 3. Mai 1894 in Korneuburg, Niederösterreich; † 22. Mai 1918 bei Motta di Livenza, Treviso, Norditalien) war ein österreichischer Flugzeugführer und Kriegsheld.

## Leben
Wilhelm Nagl wurde am 3. Mai 1894 als jüngster Sohn von Josef Anton Nagl, k.k. Statthalterei-Bezirkskommisär und späterer Bezirkshauptmann von Korneuburg sowie Hofrat der niederösterreichischen Statthalterei und Aloisia Rosalia Völkl, Hausbesitzerin in Korneuburg geboren. Er hatte zwei ältere Geschwister, Stella (1892/93) und Ferdinand (1891–1977).
Nach der Volksschule besuchte Wilhelm Nagl das Privat-Gymnasium der Gesellschaft Jesu in Kalksburg (Kollegium Kalksburg), wo er 1913 maturierte. Danach besuchte er die Theresianische Militärakademie und wurde am 15. März 1915 als Leutnant zum k.u.k. Dragonerregiment „Nikolaus I. Kaiser von Rußland“ Nr. 5 ausgemustert.
Vorerst bei der Ersatzeskadron eingeteilt kam er mit einer Fußabteilung zur 8. Kavalleriedivision und wurde sodann dem Infanterieregiment 93 zugeteilt, wo er sich in den wechselvollen Kämpfen der 7. Armee in Ostgalizien und der Bukowina vorzüglich bewährte.
Auf eigenes Ansuchen wurde er im Herbst 1916 zur Fliegertruppe übersetzt. Er diente in den Flieger-Kompanien 5, 22, 71 und 35.
Die Flieger-Kompanie 5 war zunächst dem 3. Armee-Korps zugeordnet und wurde später der Isonzo-Armee zugeteilt und im Abschnitt San Lorenzo, nördlich von Codroipo eingesetzt. Ihre Aufgabe war die Fernaufklärung im Hinterland sowie die Beobachtung der feindlichen Nachschublinien.
Die Flieger-Kompanie 22 war zunächst dem 3. Armee-Korps zugeordnet und später der Isonzo-Armee unterstellt und in Corbolone stationiert. Sie diente der Gefechtsfeld-Aufklärung auf Korps-Ebene.
Die Flieger-Kompanie 71 war eine der Isonzo-Armee unterstellte Schlachtfliegerkompanie, die von Giai aus operierte. Ihre Aufgabe war es, die Infanterie im Gefecht zu unterstützen. Die Flugzeuge waren zweisitzige Erdkampfflieger, die sowohl Bomben abwerfen als auch mit einem am Flugzeugboden montierten Maschinengewehr (sogenanntes Bombenloch-MG) direkt in das Gefecht eingreifen konnten.
Die Flieger-Kompanie 35 war zunächst dem 1. Armee-Korps zugeteilt und wurde dann zur Isonzo-Armee transferiert. Zuerst noch als Gefechtsaufklärer auf Divisionsebene eingesetzt, bekam sie später ihre Aufgaben vom Korps-Kommando. Die Flieger fungierten als Artilleriebeobachter und als Aufklärer zur Unterstützung der Infanterie. Ihre Operationsbasis lag zunächst in San Maria la Longa und später dann in Motta di Livenza.
Wilhelm Nagl zeichnete sich bei seinen Einsätzen in Venetien anfangs als Beobachter, später als Flugzeugführer wiederholt aus. Am 22. Mai 1918 bei Motta di Livenza, Treviso, Norditalien erlag er einem Herzschuss im Luftkampf gegen englische Flieger.
Für seinen letzten Luftkampf erhielt er posthum das Ritterkreuz des Leopoldordens verliehen.

## Auszeichnungen
- Militärverdienstmedaille
- Silberne Militärverdienstmedaille zweimal (25. Dez. 1915)
- Militärverdienstkreuz III. Klasse (9. Okt. 1916)
- Karl-Truppenkreuz (25. Mai 1917)
- Ritterkreuz des Leopoldordens